# Засорин, Игорь Петрович
И́горь Петро́вич Засо́рин (7 октября 1929 — 23 апреля 1985) — советский инженер-механик. Доктор технических наук (1970), профессор (1977). Лауреат Государственной премии СССР (1972). Заместитель директора по научной работе Физико-энергетического института (1979—1985).

## Биография
Игорь Засорин родился 7 октября 1929 года.
С 1954 года до конца жизни работал в Физико-энергетическом институте (ФЭИ) в Обнинске. С 1972 года — заведующий научным сектором, с 1979 года — заместитель директора ФЭИ по научной работе.
В 1970 году защитил диссертацию на соискание учёной степени доктора технических наук. В 1977 году присвоено звание профессора.
Основные работы в области плазмохимии. Под руководством и при непосредственном участии Засорина впервые в мире комплексно решена проблема технологии обеспечения стабильности химического состава цезиевой плазмы ЯЭУ ТОПАЗ, разработаны новейшие технологии изготовления ЭГК для термоэмиссионного реактора-преобразователя и твэл для реакторов АЭС (БиАТЭЦ, БАЭС, БН-350).
Занимался исследованием физико-химических процессов коррозии конструкционных материалов в ЖМТ, процессов диффузии и совместимости материалов твэл, физико-химических свойств материалов и их радиационной стойкости.

## Награды и премии
- Государственная премия СССР (1972)

### Монографии
- Шолохов А. А., Засорин И. П., Минашин В. Е. и др. Определение температуры в твэлах ядерного реактора. — М.: Атомиздат, 1978. — 232 с.